# HD19918
HD19918 — хімічно пекулярна зоря спектрального класу A5, що має видиму зоряну величину в смузі V приблизно  9,4.
Вона  розташована на відстані близько 853,8 світлових років від Сонця.

## Пекулярний хімічний вміст
Зоряна атмосфера GSC9374-525 має підвищений вміст 
Cr
.

## Магнітне поле
Спектр даної зорі вказує на наявність магнітного поля у її зоряній атмосфері.
Напруженість повздовжної компоненти поля оціненої з аналізу
наявних ліній металів
становить  848,0± 221,0 Гаус.